# Ipomoea ticcopa
Ipomoea ticcopa är en vindeväxtart som beskrevs av Bernard Verdcourt. Ipomoea ticcopa ingår i släktet praktvindor, och familjen vindeväxter. Inga underarter finns listade i Catalogue of Life.